# سوگینامی-کو، توکیو

نقشهٔ منطقهٔ سوگینامی در توکیو

منطقهٔ سوگینامی (به ژاپنی: 杉並区 Suginami-ku) یکی از ۲۳ منطقه ویژه توکیو پایتخت ژاپن است. 
این منطقه در غرب توکیو واقع شده و ۳۴٬۰۲ کیلومتر مربع مساحت دارد. بخاطر غنای طبیعی و خلوتی نسبی به عنوان یکی از مناطق مناسب برای سکونت در توکیو شناخته می‌شود. این منطقه بر روی فلات قرار گرفته و رود شیندا و رود زنپوکوجی و رود میوشوجی در آن جریان دارد.

## ترابری
- شرکت راه‌آهن شرق ژاپن یا شرکت راه‌آهن شرق ژاپن
- شرکت راه‌آهن کیئو
- شرکت راه‌آهن سیبو
- متروی توکیو، خط مارونواوچی

در این منطقه ایستگاه دارند.

## نگارخانه

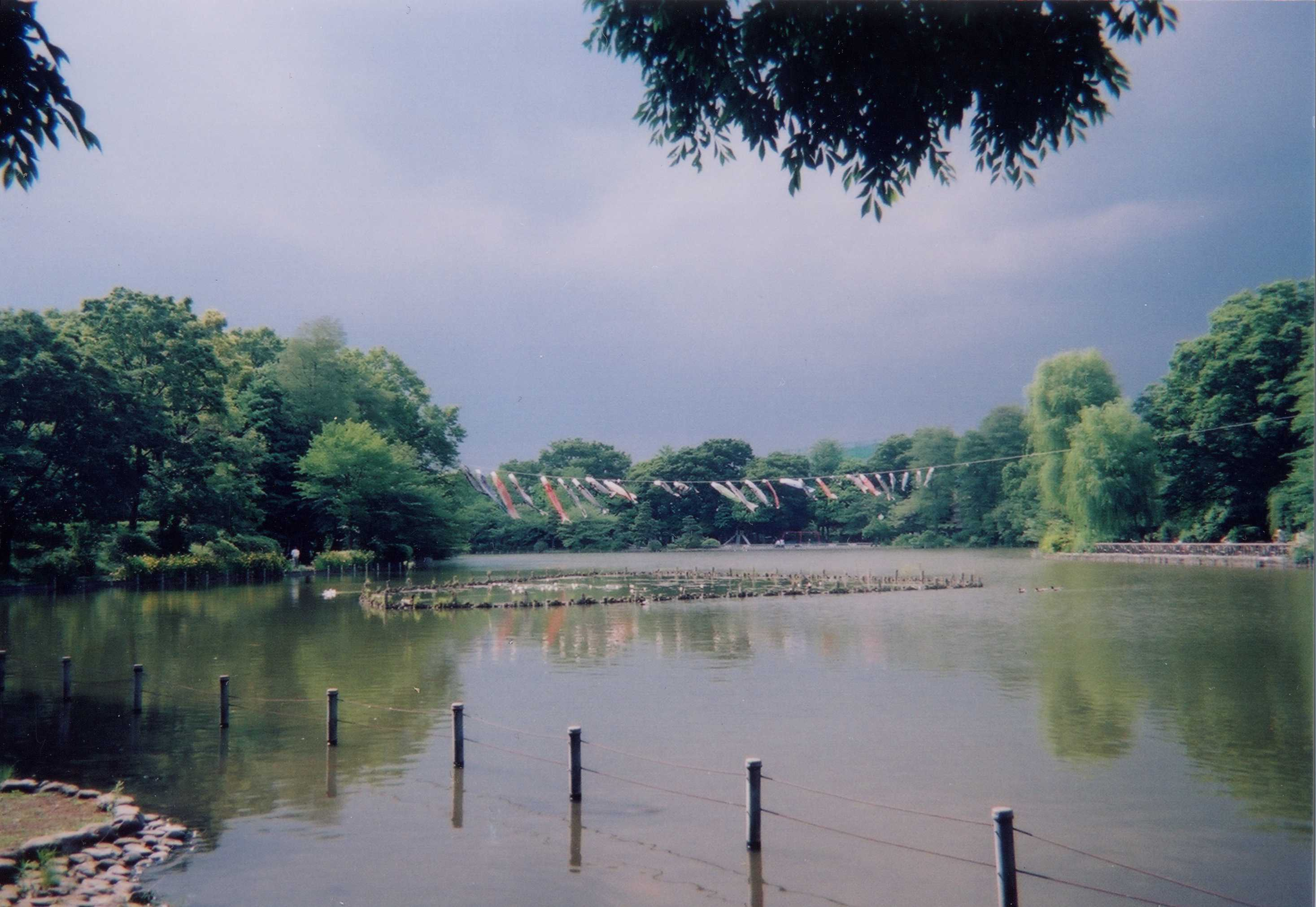
پارک زنپوکوجی در منطقهٔ سوگینامی